# Real Biblioteca del Palacio Real de Madrid
La Real Biblioteca está ubicada en el Palacio Real de Madrid. Tanto esta biblioteca, en su día particular de los reyes de España y su familia y hoy gestionada por Patrimonio Nacional, como la actual Biblioteca Nacional, se deben al impulso creador del primer rey Borbón español, Felipe V. La Real Biblioteca, antigua Librería de Cámara en el siglo XVIII, contó en su día con patrimonio no librario debido al concepto dieciochesco de gabinete de saberes, patrimonio que en parte conserva a través de su monetario y medallero. Felipe V creó así dos instituciones bien diferenciadas desde el principio: la Real Biblioteca o Librería Particular para uso de los monarcas y su familia, y la Real Biblioteca Pública, pensada especialmente para uso abierto. Esta segunda biblioteca, de fundación real, pasó a depender del Estado en 1836, bajo la tutela del Ministerio de la Gobernación, tomando el nombre de Biblioteca Nacional.
En sus salas se custodian hoy unos 300 000 impresos, sobresaliendo entre sus fondos 263 incunables y 119 000 impresos de los siglos XVI al XIX inclusive. Además, hay 4755 manuscritos, 4169 obras musicales, 1027 piezas de fotografía histórica (álbumes, la fotografía suelta está en el Archivo General de Palacio), 4330 publicaciones periódicas, unas 7000 piezas de cartografía y unas 10 000 del fondo de Grabado y Dibujo, que está actualmente en proyecto de catalogación. De la cartografía manuscrita (unas 1600 piezas) se realizó catálogo en papel en 2010 tras la conclusión del proyecto de catalogación y de la colección de manuscritos hay catálogo general en cuatro volúmenes más dos de índices (1994ss) y otro específico de la Correspondencia del conde de Gondomar, en cuatro volúmenes (1999-2003). De la colección gondomariense se ha hecho asimismo de las alegaciones en Derecho (2002), y de papeles varios y de Historia (2003, 2005). También se han publicado catálogos en papel de los manuscritos musicales (2006) y, en la segunda mitad de los noventa del siglo XX, de los fondos de los conventos de patronato regio (Descalzas, Encarnación y Huelgas). Más allá de ser un depósito librario de grandes piezas, hoy la Real Biblioteca es un centro de investigación en historia del libro, abordándose en sus seminarios científicos no solamente realidades de sus colecciones sino aspectos de imprenta, encuadernación y otros.

## Evolución

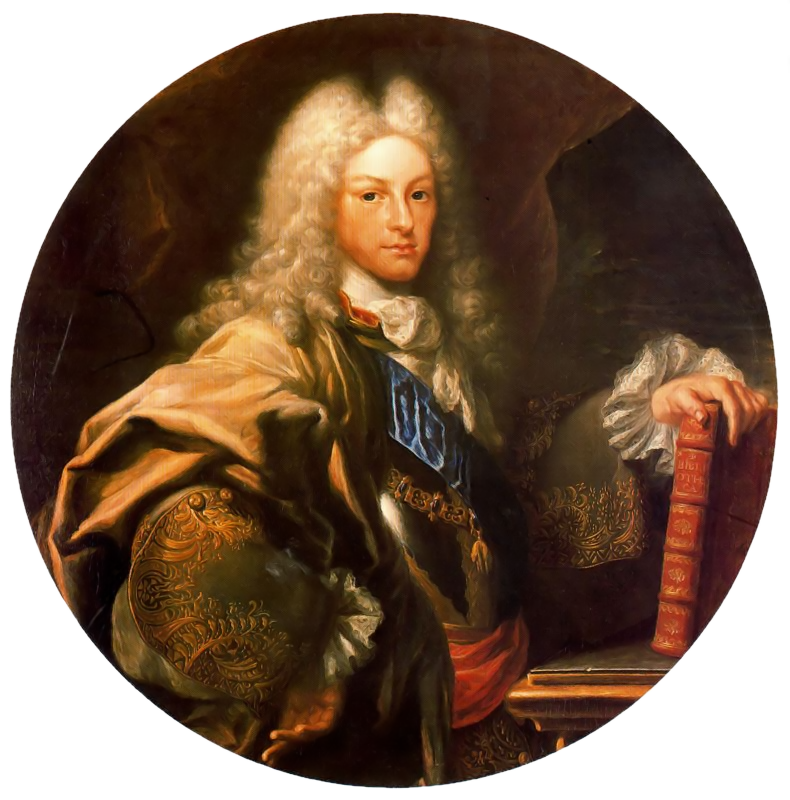
El rey Felipe V con un libro en la mano.

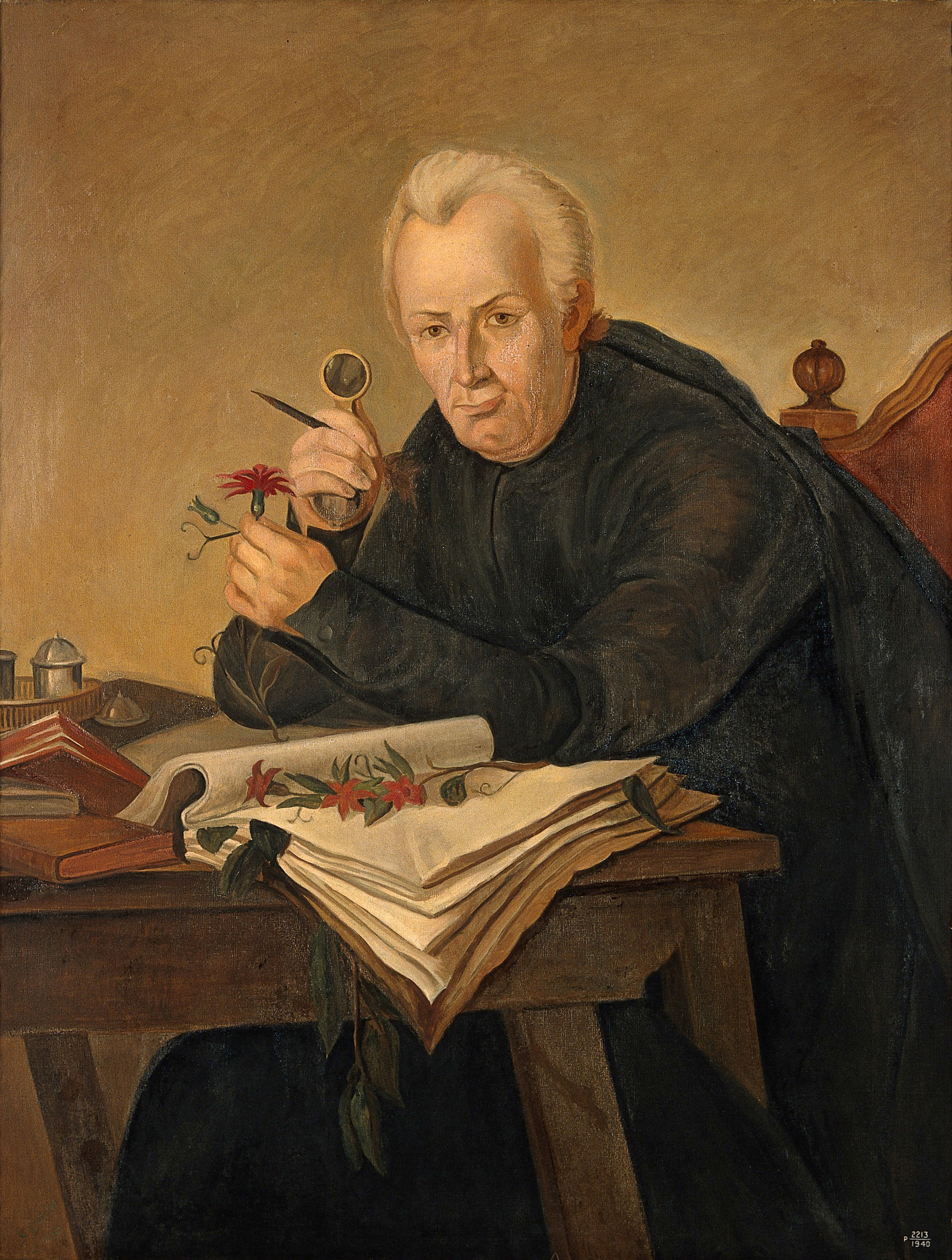
José Celestino Mutis.

La biblioteca privada se fue organizando poco a poco en el piso principal, en el ala del ángulo este. Al principio con los volúmenes aportados por el propio rey, unos 6000 traídos de Francia, que se sumaron a los existentes en el viejo Alcázar, los que básicamente reunió Felipe IV en la Torre Alta. Todos ellos pasaron a la Real Pública tras el incendio de la Nochebuena de 1734, al salvarse por estar ubicada en el llamado Pasadizo de la Encarnación, que unía el Alcázar con este convento, realizado para que los miembros de la Familia Real visitaran a monjas de clausura de sangre real del convento de la Encarnación. Desde entonces, los que se adquieren sí que permanecen en la Librería de Cámara, que cobra fuerza con Carlos III al empezar a residir este soberano en el Palacio Nuevo, a mediados de los años sesenta. La Familia Real vivió en el viejo Palacio del Buen Retiro, hasta que concluyeron las obras del nuevo Palacio Real. La colección se fue ampliando durante los sucesivos reinados, colocándose los libros en estanterías cerradas. Durante el reinado de Carlos III hubo un aumento de ejemplares del libro impreso y se añadieron los curiosos manuscritos del sacerdote (matemático, botánico y lingüista) José Celestino Mutis que había estudiado las lenguas indígenas por tierras americanas y con cuyo material elaboró una serie de vocabularios de unas cien palabras de cada idioma.
A través del Bibliotecario Mayor Juan Manuel de Santander y Zorrilla, Carlos III promovió la edición española y la organización de la futura Imprenta Real mediante encargos de ediciones eruditas. Santander también dirigió el grabado de una colección completa de letras y la puesta en marcha de un taller de fundición que dependió de la propia biblioteca, regido por el académico y grabador Gerónimo Gil.
Con Carlos IV (1788-1808) se incrementó la biblioteca con colecciones particulares tales como la procedente del erudito historiador y lingüista Mayans y Siscar, cuya marca de posesión es manuscrita: «Exbibliotheca majansiae», y Francisco de Bruna (1719-1807), Oidor de la Audiencia de Sevilla. Investigaciones recientes, sin embargo, han puesto de manifiesto que el sello tradicionalmente atribuido a Mayans, pertenece realmente al llamado deán de Teruel, en realidad chantre, Joaquín Ibáñez García. Por su parte, Francisco de Bruna es un buen ejemplo del hombre ilustrado propietario de una librería ilustrada de 3500 ejemplares entre los cuales hay 225 impresos y 35 manuscritos, buen número de incunables y demás volúmenes interesantes. Fue Carlos IV quien mandó traer las bibliotecas de dos colegios mayores desaparecidos: San Bartolomé de Salamanca, extinguido en 1798 y el Colegio Mayor de Cuenca, también en Salamanca, igualmente suprimido.
Diego Sarmiento de Acuña, conde de Gondomar y embajador en Inglaterra, llegó a poseer una inmensa biblioteca que ubicó en su palacio de Valladolid adaptando a tal efecto cuatro amplias salas. Un descendiente suyo vendió en 1806 la biblioteca al rey Carlos IV para incremento de la Real Biblioteca. Fue una gran aportación pues, además de los cuantiosos volúmenes, había un buen número de correspondencia manuscrita y particular. En torno a este año de 1806 se produjeron así ingresos muy relevantes en la Real Biblioteca, ordenando dicho volumen de piezas el bibliotecario Juan Crisóstomo Ramírez Alamanzón.
Fernando VII trajo consigo desde el exilio la mayoría de los libros que le prestó o donó su hermano infante Carlos durante su estancia en Valençay. Predominaban los de temas piadosos y también los dedicados al aprendizaje de la lengua francesa, gramáticas o libros de viajes, entre otros.
Bajo el reinado de Fernando VII se quitaron muchos pergaminos de las encuadernaciones, pues se consideraban que estaban en rústica y era indigno de la biblioteca real, y se cambiaron en el llamado taller de Juego de Pelota por unas pastas valencianas con orlas doradas muy características hoy de la Real Biblioteca por su altísimo número; muchas de ellas las ejecutó el encuadernador de Cámara Santiago Martín. Hasta la muerte de Fernando VII estuvo la Librería de Cámara en el ángulo este, el más soleado, el que da a la catedral de la Almudena, pero la viuda reina gobernadora, María Cristina de Borbón, decidió quedarse esa ala, llamada de san Gil, y trasladar los libros de uso real. En 1832 se trasladó así la biblioteca a la planta baja del ángulo noroeste. Siendo reina Isabel II se puso de moda hacer regalos de libros especiales, curiosos, lujosos o raros. Solían ser muy llamativos con encuadernaciones de terciopelo, broches y cantoneras de metal y muchos adornos en las cubiertas. La moda continuó hasta la época de Alfonso XII que fue cuando el Bibliotecario Mayor, señor Zarco del Valle planteó la cuestión de rechazar tales regalos. Destaca entre todos esos libros un ejemplar llamado vulgarmente Libro de los Isidros, un tomo de gran envergadura que solía enseñarse a los visitantes en el día de la fiesta de San Isidro.
Tiene el citado libro encuadernación de terciopelo color morado con repujados de plata, escudos reales y letras de a pulgada. Es tan voluminoso que son necesarios dos hombres para poderlo manejar. Su título es Cien páginas sobre la Idea de un Príncipe político cristiano y su autor es José María de Laredo, jurisconsulto y juez de paz de Madrid, que lo escribió en 1863. Se extendió de tal manera la fama de este libro que llegó a ser muy codiciado y motivo de un hurto el 13 de noviembre de 1900, desapareciendo parte de sus adornos externos. En 1906 el platero de la Casa Real restauró las tapas maltrechas por el robo.

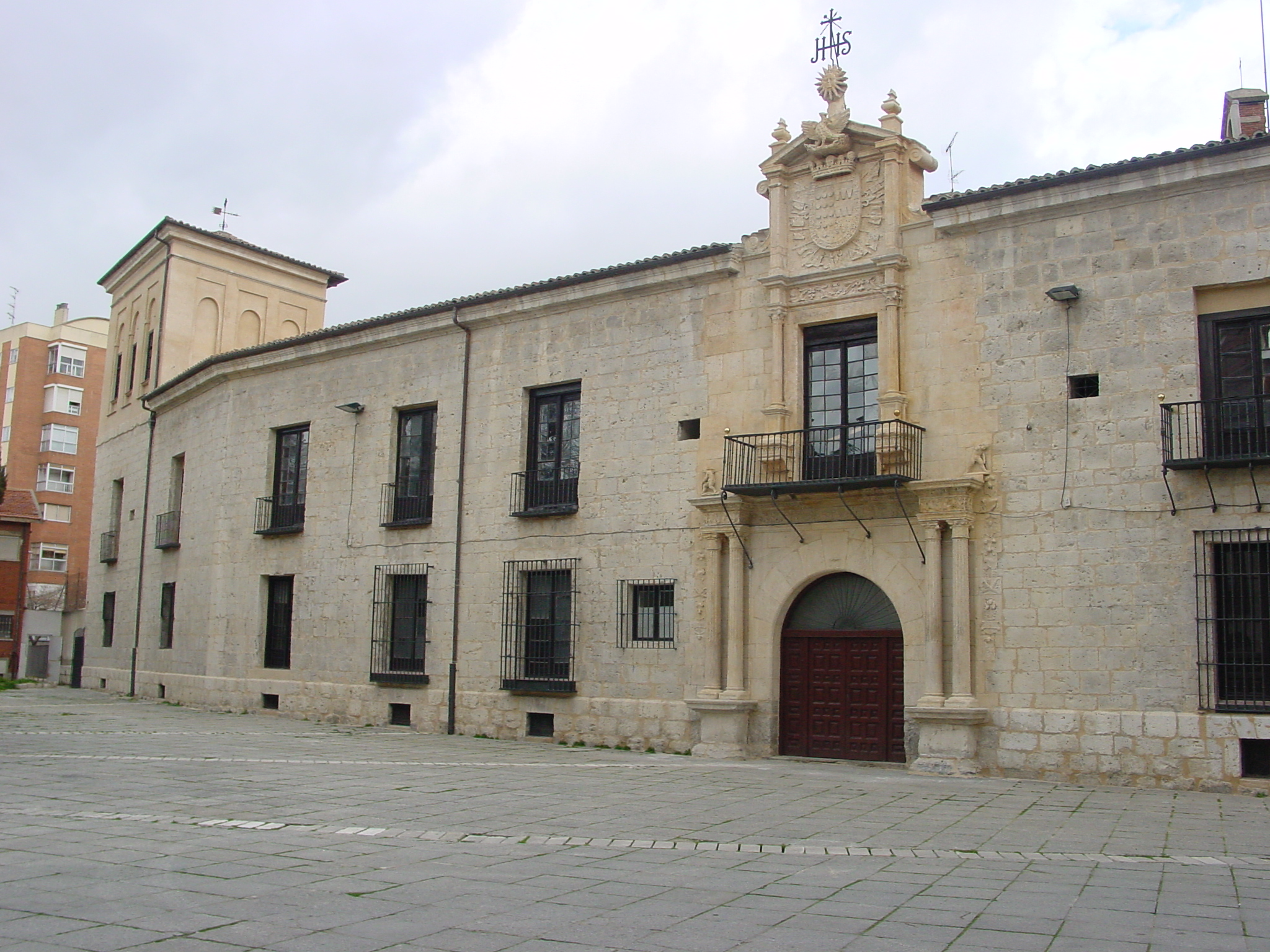
Palacio del Conde de Gondomar en Valladolid. La biblioteca estaba distribuida en cuatro salas del piso bajo del ala oeste.

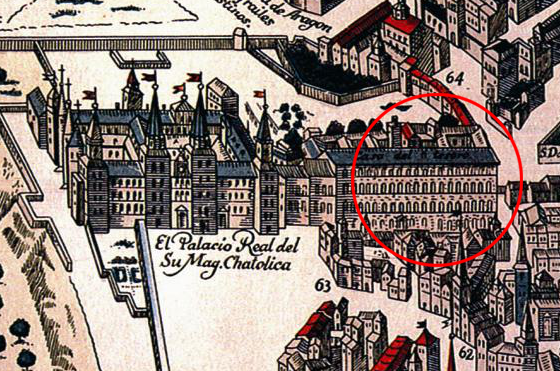
Casa del Tesoro, en el Real Alcázar de Madrid, en un detalle del plano de Antonio Mancelli, grabado por Frederic de Witt (1635). La biblioteca estaba en el extremo este, junto a la fachada actual del Teatro Real.

## sigloXXI
En el reinado de Alfonso XII empezó ya la preocupación por hacer un recuento y catalogación de los fondos de la biblioteca. En el tiempo que se lleva de siglo XXI este trabajo está ya bastante bien resuelto con la edición de catálogos, por una parte los antiguos, pues algunos se editaron en la primera mitad del siglo XX, destacando los de Crónicas generales de España, a cargo de Ramón Menéndez Pidal, el de Lenguas de América, a cargo de Miguel Gómez del Campillo y el de Manuscritos de América, a cargo de Jesús Domínguez Bordona. Con la actual dirección de López-Vidriero, desde 1991, se han editado otros diversos, con criterios de descripción vigentes hoy en día. Asimismo, existe un boletín de noticias, Avisos, que sale a la luz cada cuatro meses que edita documentos de manuscritos de la Real Biblioteca y reseñas de libros.
En los últimos años se ha digitalizado casi toda la colección de manuscritos y otras piezas de especial significación. Por último, hay que mencionar el desarrollo de dos bases de datos insertas en la página web de la Real Biblioteca, una sobre marcas de posesión y en general ex libris, con más de 1200 registros en la actualidad, y otra sobre encuadernación donde hay muestra del alto número de encuadernadores que trabajaron para la Familia Real, a través de sus mismos trabajos ligatorios. Finalmente, cabe destacar la exposición «Grandes encuadernaciones de Patrimonio Nacional», realizada entre abril y septiembre de 2012, donde además de piezas de otros centros de Patrimonio Nacional, se exhibieron un alto número de ellas procedentes de la Real Biblioteca, dándose a conocer al gran público la significación de la Real Biblioteca para el estudio de la historia de la encuadernación.